# Juan Foyth
Juan Marcos Foyth (n. 12 ianuarie 1998 în La Plata, Argentina) este un jucător de fotbal profesionist argentinian care joacă pe postul de fundaș drepta sau fundaș central la clubul spaniol Villarreal și la echipa națională a Argentinei.
După ce și-a început cariera profesionistă la clubul natal Estudiantes, a continuat să joace în Premier League pentru Tottenham Hotspur și în La Liga pentru Villarreal. A câștigat UEFA Europa League cu acesta din urmă în 2021.
Foyth și-a făcut debutul internațional la seniori cu Argentina în 2018 și a făcut parte din echipa lor care a ajuns pe locul al treilea la Copa América 2019.

## Carieră

### Estudiantes
Născut în La Plata, provincia Buenos Aires, Foyth și-a început cariera la clubul din orașul natal Estudiantes de La Plata. A jucat câțiva ani în Academia de Tineret, inițial ca mijlocaș ofensiv, apoi a trecut ca fundaș central înainte de a împlini 16 ani. A semnat primul său contract profesionist în ianuarie 2017, care l-a legat de club până în iunie 2019. Și-a făcut debutul în Primera División pe 19 martie 2017, împotriva lui Patronato, la vârstă de 19 ani  A urmat să mai joace de șase ori în campionat, cu alte două apariții în Copa Sudamericana.

### Tottenham Hotspur
Foyth s-a alăturat lui Tottenham Hotspur pentru suma estimată de 8 milioane de lire sterline pe 30 august 2017, pe un contract de cinci ani.  Și-a făcut debutul pe 19 septembrie într-un meci din Cupa EFL împotriva lui Barnsley pe care Tottenham l-a câștigat cu 1-0.

### Villarreal
În octombrie 2020, Foyth a semnat un nou contract cu Tottenham până în 2024, iar apoi a fost împrumutat la clubul spaniol Villarreal. Și-a făcut debutul pe 22 octombrie, înscriind într-o victorie cu 5–3 pe teren propriu împotriva clubului turc, Sivasspor, în faza grupelor din UEFA Europa League. A mai avut 11 apariții în turneul pe care echipa sa l-a câștigat, inclusiv în victoria din finala împotriva lui Manchester United.

## Carieră internațională
Foyth a jucat pentru echipa națională sub 20 de ani a Argentinei în 2017. A făcut 12 apariții în total pentru echipa națională de tineret: nouă la Campionatul de fotbal al tinerilor din America de Sud din Ecuador din 2017 și alte trei în timpul Cupei Mondiale FIFA sub-20 din 2017.
Foyth a primit prima convocare la echipa națională de seniori a Argentinei pentru o serie de meciuri amicale care au avut loc în octombrie 2018. Și-a făcut debutul pe 16 noiembrie într-un amical împotriva Mexicului, unde a ajutat Argentina să câștige cu 2-0, fiind numit omul meciului și primind laude pentru performanța sa în acel meci.  A făcut parte din lotul Argentinei pentru Copa America 2019 și a început primul meci ca titular în competiție împotriva Qatarului. A început ca fundaș dreapta în alte trei meciuri, inclusiv semifinala pe care a pierdut-o în fața Braziliei cu 2–0,  și play-off-ul pentru locul trei împotriva lui Chile, pe care l-a câștigat cu 2–1. 

## Palmares
Tottenham Hotspur
- Vicecampion UEFA Champions League : 2018–19 [23]

Villarreal
- UEFA Europa League : 2020–21[14]

Argentina
- CONMEBOL – Cupa Campionilor UEFA : 2022[24]